# 中野山王
中野山王（なかのさんのう）は、東京都八王子市の地名。現行行政町名は中野山王一丁目から三丁目。住居表示実施済み区域。郵便番号は192-0042（八王子郵便局管区）。

## 地理
八王子市の東部に位置する。北端の中央自動車道、東端の国道16号、そして西・南の川口川に囲まれたところに位置する。北で左入町・中野町、東で暁町、西及び南で中野上町と隣接する。大半が住宅地・商業地であるが、北東部は丘陵地帯となっている。国道16号の片側一車線区間であった稲荷坂付近では、時間帯により慢性的渋滞が発生していたため、道路拡幅が行われた。

### 河川
- 川口川

### 地価
住宅地の地価は、2014年（平成26年）1月1日の公示地価によれば、中野山王2-21-6の地点で10万4000円/m2となっている。

## 歴史

### 地名の由来
元々の町名である中野町と、川口川に架かる山王橋に因む。

### 沿革
- 1977年（昭和52年）10月1日 - 住居表示実施に伴い、中野町と左入町の各一部区域を再編し成立。

## 世帯数と人口
2017年（平成29年）12月31日現在の世帯数と人口は以下の通りである。
| 丁目           | 世帯数    | 人口    |
| -------------- | --------- | ------- |
| 中野山王一丁目 | 741世帯   | 1,387人 |
| 中野山王二丁目 | 961世帯   | 1,628人 |
| 中野山王三丁目 | 1,502世帯 | 2,760人 |
| 計             | 3,204世帯 | 5,775人 |

## 小・中学校の学区
市立小・中学校に通う場合、学区は以下の通りとなる。
| 丁目           | 番地                                                                        | 小学校                 | 中学校                 |
| -------------- | --------------------------------------------------------------------------- | ---------------------- | ---------------------- |
| 中野山王一丁目 | 8番1〜7号 8番18〜23号 9番3〜16号 10〜18番 22〜25番 26番6〜13号 27番14〜17号 | 八王子市立中野北小学校 | 八王子市立第二中学校   |
| 中野山王一丁目 | その他                                                                      | 八王子市立第九小学校   | 八王子市立第二中学校   |
| 中野山王二丁目 | 全域                                                                        | 八王子市立中野北小学校 | 八王子市立甲ノ原中学校 |
| 中野山王三丁目 | 5〜6番 12〜15番                                                             | 八王子市立中野北小学校 | 八王子市立第二中学校   |
| 中野山王三丁目 | 1〜4番 7〜11番 16〜19番                                                     | 八王子市立中野北小学校 | 八王子市立甲ノ原中学校 |
| 中野山王三丁目 | その他                                                                      | 八王子市立清水小学校   | 八王子市立甲ノ原中学校 |

## 交通

### 道路・橋梁
- 国道16号（東京環状）
  - 川口川橋（川口川）

### バス
- 西東京バス
  - 京王八王子駅 - 稲荷坂下 - 創価大学正門・東京富士美術館・純心女子学園・戸吹・みつい台
  - 京王八王子駅 - 中野山王 - 中野団地

## 施設

### 教育
- 八王子市立中野北小学校（中野山王三丁目）
- 八王子市立清水小学校（中野山王三丁目）

### 郵便局
- 八王子市中野山王郵便局（中野山王三丁目）

### 商業
- スーパーアルプス中野店（中野山王一丁目）
- いなげや八王子中野店（中野山王一丁目）
- 洋服の青山新八王子山王店（中野山王一丁目）

### 公園・神社・寺院
- 喜福寺（中野山王二丁目）
- 勝広寺（中野山王二丁目）
- 子安神社（中野山王二丁目）
- 中田遺跡公園（中野山王三丁目）

## 史跡
- 中野甲の原遺跡（中野山王二・三丁目） - 縄文時代から平安時代にかけての複合遺跡。
- 中田遺跡（中野山王三丁目） - 縄文時代から平安時代にかけての複合遺跡。八王子市指定史跡。かつては中田遺跡公園内に竪穴建物が復元されていたが、老朽化のため改修され2016年（平成28年）2月に遺構表示として整備された[9]。